# Hebe-slægten
Hebe er en slægt, som hører hjemme i Australien, på New Zealand, Papua New Guinea, Rapa Nui, Falklandsøerne og i Sydamerika. Der er flere end 100 arter, og de 90 af dem hører hjemme på New Zealand. Af disse 90 er det kun arterne Hebe salicifolia og Hebe elliptica, der findes andre steder. Alle de øvrige er endemiske på New Zealand. Slægten er opkaldt efter den klassiske græske gudinde for evig ungdom, Hebe.
Arterne har korsvis modsatte, helrandede og glatte blade. Blomsterne er regelmæssige, men med fire uens lange kronblade. Blomsterne er samlet i et endestillet aks. Her nævnes kun de arter og hybrider, som dyrkes i Danmark.
| Arter |

- Buksbomhebe (Hebe elliptica)
- Dufthebe (Hebe odora)
- Hebe armstrongii
- Hebe diosmifolia
- Hebe pimeleoides
- Hebe pinguifolia
- Hebe speciosa
- Pilebladet hebe (Hebe salicifolia)

| Hybrider |

- Hebe x andersonii
- Hebe x franciscana

Efter de seneste undersøgelser af arternes DNA er alle i slægten Hebe blevet medtaget i slægten Ærenpris (Veronica).

## Note
1. ↑  APG: Plantaginaceae pr. 9. juni 2008 (engelsk)